# Як ранковий туман
«Як ранковий туман» — радянський художній фільм 1976 року, знятий режисером Генріхом Ходжавою на кіностудії «Грузія-фільм».

## Сюжет
Через двадцять років Сандро, Юза та Ніко приїжджають до міста, де пройшли їхнє дитинство та юність, де вони залишили своїх друзів — Франца, Гіголу та Джумбера, які не змогли поїхати навчатися у Тбілісі. Сандро згадує своє перше нерозділене кохання, людей, які допомогли йому робити перші кроки в житті.

## У ролях
- Тенгіз Арчвадзе — головна роль
- Вахтанг Панчулідзе — головна роль
- Зураб Лаферадзе — головна роль
- Леван Тутберідзе — роль другого плану
- Коте Махарадзе — роль другого плану
- Серго Джангвеладзе — роль другого плану
- Ладо Цхваріашвілі — роль другого плану
- Гія Гугунава — роль другого плану
- Бадрі Кобахідзе — роль другого плану
- Гіа Баркалая — роль другого плану
- Рамаз Чхиквадзе — роль другого плану
- Кахі Кавсадзе — роль другого плану
- Темур Арджеванідзе — роль другого плану
- Нугзар Лорія — роль другого плану
- Давид Абашидзе — батько Жужуны
- Ніно Бегадзе — роль другого плану
- Джемал Гаганідзе — роль другого плану
- Манана Гагулашвілі — роль другого плану
- Ніколоз Губеладзе — роль другого плану
- Марина Джанашія — роль другого плану
- Вахтанг Єремашвілі — роль другого плану
- Гіоргі Каріаулі — роль другого плану
- Автандил Махарадзе — роль другого плану
- Гурам Ніколаїшвілі — роль другого плану
- Ана Ратіані — роль другого плану
- Якоб Садагішвілі — роль другого плану
- Нанулі Сараджишвілі — роль другого плану
- Тамара Тваліашвілі — роль другого плану
- Іпполіт Хвічія — роль другого плану
- Паата Чахнашвілі — роль другого плану
- З. Адамашвілі — роль другого плану
- З. Бобохідзе — роль другого плану
- В. Магаладзе — роль другого плану
- Т. Тателашвілі — роль другого плану
- Н. Тевзадзе — роль другого плану
- С. Цицишвілі — роль другого плану

## Знімальна група
- Режисер — Генріх Ходжава
- Сценаристи — Генріх Ходжава, Аміран Чічінадзе
- Оператор — Ігор Крепс
- Композитор — Нугзар Вацадзе
- Художник — Василь Арабідзе